# Raul Capitão
Raul Corrêa de Mello, conhecido como Raul Capitão  (12 de junho de 1909 - Petrópolis, 21 de abril de 1997), foi um bicheiro do Brasil.

## Biografia
Raul Capitão administrava pontos do jogo do bicho na área central da cidade do Rio de Janeiro, na Ilha do Governador , Cabo Frio até Buzios e em Porto Seguro, no estado da Bahia.
Capitão aplicou os ganhos obtidos com o jogo do bicho no jornal popular carioca O Povo do Rio. Também era proprietário da corretora Cap-Rio, onde começou seus negócios.
Nos anos de 1970, as decisões da cúpula do jogo do bicho eram tomadas por Castor de Andrade, Raul Capitão; Antonio Petrus Kalil, o Turcão; Aniz Abrahão David, o Anísio; Haroldo Rodrigues Nunes, o Haroldo Saens Pena; e Waldemiro Paes Garcia, o Miro. Atualmente, apenas Anísio esta vivo.
Teve a prisão pedida pela juíza Denise Frossard. Foi condenado, em 1993, junto com outros 11 contraventores, a seis anos de prisão por formação de quadrilha. Em razão de sua doença - Sofria do Mal de Parkinson - não chegou a ir para a cadeia, cumprindo prisão domiciliar. Cumprindo a pena, em 1997, Raul Capitão morreu em seu sítio na cidade de Petrópolis (região serrana do estado do Rio de Janeiro), às 5 horas da manhã. Ele teve três filhos. Um deles, Marquinhos, foi assassinado 9 anos antes em 1988, antes de ser assassinado aumentou a área de domínio do Pai,  para região serrana do Estado do RJ adquirindo os municípios  de Nova Friburgo, Bom Jardim, Cantagalo, Cordeiro, Santa Maria Madalena, Macuco e Trajano de Moraes .
Após a morte do dono das bancas do jogo do bicho, Raul Capitão, na década de 1990, houve várias disputas entre a família pelo espólio. O seu sucessor seria o economista Márcio Molinaro, mas que ficou poucos meses administrando os pontos do bicheiro, Sendo morto a tiros no final da tarde de 27 de junho de 1997, no bairro da Gávea, Zona Sul da cidade do Rio de Janeiro. A Justiça investigou se Molinaro foi assassinado por ordem de Kátia Suely Corrêa  de Melo, filha do contraventor, que não teria se conformado com a divisão da herança e mandou matar o funcionário   do pai que quis virar dono depois da morte de capitão . Na época, a Polícia Civil descobriu um esquema de distribuição de propinas a mais de 100 policiais, entre eles, delegados e oficiais da Polícia Militar que seriam pagos pelos herdeiros de Raul Capitão. Hoje, a área da Ilha do Governador seria dividida entre quatro contraventores.